# Punch (distrikt i Indien)
Punch är ett distrikt i Indien.   Det ligger i unionsterritoriet Jammu och Kashmir, i den norra delen av landet, 600 km nordväst om huvudstaden New Delhi.